# Гибрид собаки и волка
Гибрид собаки и волка (волкособ) иногда встречается в дикой природе, когда волки не воспринимают бродячих собак как конкурентов. Типичный дикий волкособ силён, как волк, и не боится человека, как собака.

## Породы собак, в создании которых использовали волко-собачьи гибриды
- Волчья собака Сарлоса (Нидерланды)
- Куньминская овчарка (Китай)
- Чехословацкая волчья собака (бывшая Чехословакия)

## Прецеденты

### СССР - Россия
Волкособы — популяция волко-собачьих гибридов, выведенная в Пермском институте внутренних войск из волков и немецких овчарок. Название образовано из слов «волк» и «собака». В отличие от предыдущих экспериментов по скрещиванию волка с различными породами собак, утверждали, что пермские волкособы были управляемы человеком. Обладают более развитыми чутьём, интеллектом и выносливостью, чем собаки. В замкнутом пространстве находят человека за 20 секунд, против 4—6 минут у овчарки. Первый волкособ был выведен в результате скрещивания волчицы Найды и овчарки. В конце 2000-х были попытки использовать имеющиеся популяции волкособов для охраны китайской и монгольской границ России. С породой работало пограничное управление ФСБ. Проект по разведению и изучению гибридов волка и собаки в Перми был закрыт. За 16 лет было получено 46 волкособов (пять поколений).

### Финляндия
В январе 2019 года в Финляндии был пресечён частный проект по скрещиванию волков и собак, а в мае Госсовет одобрил постановление, запрещающее продажу, рекламу и содержание гибридов волка и собаки в стране, что, по словам министра сельского хозяйства Яри Леппя, способствует охране популяции диких волков Финляндии.